# Вахруши
Ва́хруши — посёлок городского типа в Слободском районе Кировской области России. Административный центр Вахрушевского городского поселения. 
В поселке располагается кожевенно-обувная фабрика, основанная Тимофеем Анфимовичем Вахрушевым, которая является одним из старейших производителей кожи и кожевенной продукции. От имени создателя фабрики посёлок получил своё имя. 
Также поселок известен зданием Усадьбы Вахрушева — ярким примером вятской архитектуры XX века авторства Ивана Чарушина.

## География
Посёлок располагается в 12 км от города Слободского. В двух километрах от Вахрушей расположена деревня Подсобное хозяйство.
Посёлок стоит при впадении небольшой реки Моховицы в Никулинку.

## История

### Ранняя история
История посёлка Вахруши берёт начало в 12 веке. Исследования этимологии названия Ру́бежница (район поселка Вахруши) выявили, что это форматированное временем слово рубёжь, рубиться (биться в бою холодным оружием). 
После битвы в районе села Волково в 12 веке удмурты были оттеснены вятичами до района, который стал их крайним рубежом — «рубежницей». В честь этой победы и по сей день ходят в Волковский крестный ход. 
В 1629 году имеются первые упоминания о самом посёлке Вахруши, именуемом тогда Малозавалихинской деревней. Географическое расположение Вахрушей было оптимальным для дальнейшего его развития в более крупный населённый пункт. 

### Основание кожевенного завода
В 1854 году Тимофей Вахрушев с сыновьями Фёдором и Иваном, происходившие из простых крестьян, построили здесь небольшие кожевенные заводы. Рядом с заводом появилась жилая застройка. 
Несколько после завод начал производство сапог по уникальному для тогдашней России дизайну. Дело в том, что раньше сапоги имели узкий носок и высокий каблук, вследствие чего были мало удобны для носки в окопах и годились только для участия в парадах. Братьям Вахрушевым пришла идея взять формат сапог из Европы и производить их на своём заводе. Эта идея имела успех. Завод быстро расширялся. 
Уже в 1877 году в деревне было четыре кожевенных завода, два из них каменных и два полукаменных. На основе пяти предприятий в 1890 году был создан «Торговый Дом. Илья Вахрушев с сыновьями».
В селе были школа, библиотека, больница, богадельня, выступали заезжие актёры, был хор. В 1905 было открыто почтовое отделение, телеграф, имелась телефонная связь, была развита торговая сеть. Началось строительство железной дороги со станцией Вахрушево. Семья Вахрушевых сбывала свою продукцию по всей России, а своих наследников посылала обучаться кожевенному делу в Германию и Америку.

В 1905 году Вахрушевы получают большой заказ от императорского правительства — в то время шла война с Японией, и в обуви армия очень нуждалась. С этого момента предприятие стало официальным поставщиком Его Императорского Величества. На вырученные средства архитектором Иваном Чарушиным был построен знаменитый замок, который является визитной карточкой поселения.
- Вахруши в начале XX века
- Вид на завод с колокольни снесённой Вознесенской церкви
- Вид на центральную улицу, впереди снесённая Вознесенская церковь

### Советский период
После революции заводы были национализированы и объединены. Появился кожевенно-обувной комбинат им. В. И. Ленина, вместе с ним вырос и посёлок. Семья Вахрушевых вынуждена была сбежать со своей родины, кто-то в соседние города, кто-то во Францию.
Однако семья планировала вернуться на родину. В 1976 году пионеры нашли на берегу реки Вятки ящик с драгоценностями, монетами и серебряной посудой. Общий вес клада составлял около 53 килограмм. На большинстве предметов были выгравированы инициалы Николая Ильича Вахрушева. Позже в другом кладе были найдены 140 серебряных предметов: столовые и чайные серебряные ложки, фужеры и бокалы с позолотой, оригинальные рюмки, кувшины работы ювелирных дел мастеров, солонки, монетницы, копилки и трёхкилограммовый кубок с инициалами семьи. Потомки династии из Франции теперь носят фамилию Вакру.
Скандальным был приезд пролетарского поэта Демьяна Бедного на кожевенный завод. Проблемы начались еще по дороге в Вахруши. На занесённой снегом узкой трассе не могли разъехаться два извозчика, которые стали переругиваться между собой. Позже выяснилось, что они также были пьяны.
Поэт заявил следующее: 
— Что у вас тут творится! У вас здесь вообще есть советская власть? На улицах — пьяные компании. Встретили обоз по дороге — все извозчики пьяные. В городе со всех сторон — колокольный звон. Что, Рождество встречаете? Похоже, попам у вас тут сладко живётся. Вы учтите, я всё вижу — и хорошее, и плохое. Мне и вам надо найти, на ком вошь ползает, придавить и раздавить эту вошь...И. Бразуль «Демьян Бедный»
После Демьяна привезли на завод. В то время рабочие пребывали в антисанитарных условиях, труд был тяжелым и преимущественно ручным. Не найдя в себе силу дальше терпеть увиденное, поэт разгневался на администрацию завода:
— Безобразие! До революции за такие порядки рабочие вывезли бы мастера на тачке за ворота! Окружное начальство у вас бывает? И что — видит всё это и мирится? Ну дела!И. Бразуль «Демьян Бедный»
После возвращения в Вятку поэт с гневной тирадой прошелся по беспробудному пьянству рабочих и безалаберности местных чиновников. Коллектив газеты «Вятская правда» был готов опубликовать его слова полностью, однако партийная цензура вычеркнула все упоминания о власти из печати, а приём, устроенный по случаю приезда поэта, постановила игнорировать. Однако, Демьян решил не останавливаться на достигнутом. История скандала в вахрушинском заводе дошла до верхов, вследствие чего вятскую верхушку вызвали в Нижний Новгород, где отчитали. Взамен чиновники написали на поэта донос в ЦК партии.
Во время Великой Отечественной войны выпуск обуви на заводе был удвоен. Рабочие находились за работой по 12 часов в сутки.
В 60-е годы рабочие завода сделали новое открытие. На завод поступил заказ сделать тёплую и практичную зимнюю обувь. За основу были взяты пимы народов севера. Изначальный вариант облегчили и добавили подошву. Так были получены современные унты. Продукция имела успех и была отмечена не только в СССР, но и в иностранных государствах.

### Современный этап
В 90-е годы завод переживал тяжёлые времена и был признан банкротом. Однако, позже его удалось возродить. Кожевенное производство в посёлке продолжается по сей день на двух предприятиях.
К 2023 году была завершена реконструкция фасадов исторических зданий.

## Архитектура
Визитной карточкой посёлка является жилой особняк Вахрушева, который был построен по заказу Николая Афанасьевича Вахрушева (внука Тимофея Вахрушева) архитектором Иваном Чарушиным в 1908 году. В настоящий момент здание занимает столовая.
В посёлке находятся бывшие усадьбы и ансамбль зданий кожевенной фабрики. В первые десятилетия советской власти на центральной улице были построены жилые дома в стиле сталинской архитектуры. На центральной улице Вахрушей ранее располагалась Вознесенская церковь. Храм был сооружен в 1894 году по проекту вятского губернского архитектора В. М. Дружинина на средства фабрикантов Вахрушевых. В 1908 году церковь была перестроена по проекту архитектора Ивана Чарушина. Вознесенская церковь закрыта в 1920-е годы, разобрана в конце 1940-х, на ее фундаменте был выстроен жилой дом.
- Вид во время перестройки, в нижней части – временная звонница
- Вид после перестройки

## Население
| 1959  | 1970    | 1979    | 1989    | 2002    | 2009    | 2010  | 2012  | 2013  |
| ----- | ------- | ------- | ------- | ------- | ------- | ----- | ----- | ----- |
| 7498  | ↗10 628 | ↗11 803 | ↗12 269 | ↘10 654 | ↘10 094 | ↘9715 | ↘9651 | ↗9665 |
| 2014  | 2015    | 2016    | 2017    | 2018    | 2019    | 2020  | 2021  |       |
| ↗9719 | ↘9689   | ↘9646   | ↘9627   | ↘9515   | ↘9412   | ↘9324 | ↘9024 |       |

## Экономика
В посёлке находятся несколько кожевенно-обувных предприятий, расположенных на территориях промышленной зоны бывшего объединённого кожевенно-обувного комбината. Это «Вахруши-Юфть» — занимается производством кожи, которая также идёт на экспорт, и «Вахруши-Литобувь» — занимается пошивом специальной обуви для крупных производств и армии.

## Транспорт
Вахруши расположены на региональной автодороге Р166 Киров — Слободской — Белая Холуница, в 25 километрах к востоку от Кирова. В 2011 году данный участок вошёл в строящуюся автомагистраль Санкт-Петербург — Екатеринбург.
В посёлке на Котласской дистанции Горьковской железной дороги расположена железнодорожная станция Вахрушево, в 37,1 км от станции Киров.

## Люди, связанные с посёлком
- Вахрушев, Тимофей Анфимович (1799—1862) — основатель вахрушинской кожевенной-обувной фабрики.
- Вахрушев Леонид Петрович (1944—2015) — советский и российский военачальник, генерал-майор.
- Ерастов Олег Александрович (1940—1988) — советский химик-органик, доктор химических наук.
- Герасимов Валентин Васильевич (1947—2011) — заслуженный артист РФ, вокал(баритон), выступал в лучших концертных залах России.
- Наумова Елена Станиславовна (род. 1954) — писатель, поэт, член Союза писателей,  журналист.
- Соловьёв Вячеслав Петрович (род. 1947) —

член-корреспондент РАН, доктор физико-математических наук, научный руководитель Российского федерального ядерного центра РФЯЦ-ВНИИЭФ, лауреат Государственной премии СССР, премии Правительства Российской Федерации в области науки и техники. Заслуженный деятель науки РФ. 
- Чекулаев Александр Иванович (род. 1946) — мастер спорта международного класса, конькобежец, трехкратный чемпион Универсиады, призёр чемпионатов СССР, член сборной команды СССР.
- Шилов Виталий Серафимович (род. 1940) — художник. Член СХ СССР с 1973. Монументалист, живописец.  Произведения находятся в музеях, частных собраниях России, США.